# Benchmarking
Benchmarking (badania porównawcze lub analiza porównawcza) – praktyka stosowana w zarządzaniu, polegająca na porównywaniu procesów i praktyk stosowanych przez własne przedsiębiorstwo, ze stosowanymi w przedsiębiorstwach uważanych za najlepsze w analizowanej dziedzinie. Wynik takiej analizy służy jako podstawa doskonalenia. Jest to praktyczna realizacja przysłowia: „trzeba się uczyć na błędach, ale lepiej uczyć się na błędach cudzych, niż na swoich”.

## Opis procesu
Benchmarking nie jest zwykłym naśladownictwem, nie polega na podpatrzeniu sposobu pracy innych, aby postępować tak samo. To wykrywanie czynników, które sprawiają, że analizowany proces jest wykonywany efektywnie, a następnie wskazanie podobnych możliwości we własnym przedsiębiorstwie. To uczenie się i twórcze adaptowanie najlepszych praktyk (the best practices).
W biznesie, przeprowadzenie badań porównawczych może być wymagane do przeprowadzenia określonych działań, między innymi sporządzania dokumentacji cen transferowych.
Benchmarking stosuje się także w sferze polityki publicznej.
Za najważniejsze dla skuteczności benchmarkingu uznaje się:
- posiadanie wiedzy na temat koncepcji benchmarkingu;
- postawa liderów i wsparcie przez kadrę menadżerską;
- udokumentowanie własnych procesów;
- nastawienie na dzielenia się wiedzą do wewnątrz i na zewnątrz przedsiębiorstwa.

Typowe fazy procesu benchmarkingu
- wybór zagadnień do porównania;
- opracowanie planu analizy i wybór metod gromadzenia danych;
- określenie przedsiębiorstw – wzorców;
- zbieranie danych;
- porównanie danych, analiza, przygotowanie zaleceń;
- opracowanie planu wprowadzenia zmian;
- wprowadzenie zmian;
- uhonorowanie prac;
- powtórzenie tego procesu po uwzględnieniu zmian.

Typowe fazy procesu według Brilmana
- wybieranie procesu, który zostanie poddany benchmarkingowi;
- poznanie i szczegółowe opisanie dotychczasowego procesu;
- utworzenie zespołu składającego się z pracowników włączonych w realizacje danego procesu;
- wybranie partnera, z którym będzie się dokonywać porównania.

Rodzaje benchmarkingu
1. wewnętrzny – szukanie tego, najlepsze w naszej firmie i wzorowanie się na tym (np. przez wydziały, filie);
2. zewnętrzny, zwany konkurencyjnym – porównywanie z konkurentami we własnej branży, plasowanie się na ich tle; wadą jest trudna dostępność źródeł;
3. funkcjonalny – szukanie wzorca w innych przedsiębiorstwach realizujących tę samą funkcję, np. wydział logistyki, księgowości itp., konieczność dostosowania do własnych potrzeb; zaleta: dużo usprawnień, wada: konieczność znacznych dostosowań, by wnioski móc zastosować u siebie;
4. ogólny (tylko Amerykanie).

## Literatura dodatkowa
- Christopher E. Bogan, Michael J. English, Benchmarking jako klucz do najlepszych praktyk wyd. One Press Exclusive.
- John Bramham, Benchmarking w zarządzaniu zasobami ludzkimi, wyd. Wolters Kluwer Polska-OFICYNA, 2004.
- Jean Brilman, Nowoczesne metody i koncepcje zarządzania, Warszawa: Polskie Wydawnictwo Ekonomiczne, 2002.
- STRATEGOR. Zarządzanie firmą. Strategie, struktury, decyzje, tożsamość, Warszawa: Państwowe Wydawnictwo Ekonomiczne, 1996.